# 이산연
이산연(李山衍, 1917년 ~ 1950년)은 일제강점기에 한국인 최초의 신직(神職)을 맡은 친일 인물이다.

## 생애
경성부에서 출생하여 청주고등보통학교를 졸업하고 조선황전강습소에 입교했다. 조선황전강습소는 일본 신토에서 신사의 제사를 담당하는 종교인인 신직(神職)을 양성하는 기관이다.
이산연은 경찰로 근무하던 아버지 이원우를 통하여 충청북도 도지사인 김동훈의 추천장을 받아 1938년 이 기관에 입학했고, 조선인 2명, 일본인 4명과 함께 총 7명이 근 1년간 교육을 받았다. 1939년 조선황전강습소를 졸업하고 청주신사에 첫 발령을 받았고, 2년 후에는 조선인 최초의 신직에 올랐다.
이후 광복때까지 신직으로 재직하면서 신사의 제사를 주관하고 태평양 전쟁에 출전한 일본군의 무운을 비는 기원제를 지내는 등, 일제의 황민화 정책의 일선에서 일했다. 신사참배 강요로 황민화 정책을 강압적으로 추진하던 시기였기에 신직은 일제 당국으로부터 일본인과 같은 대우를 받았으며, 그는 의복 등 생활 양식을 모두 일본식으로 바꾸고 가족들에게도 이를 요구하면서 일본인으로 살기 위해 노력했다.
광복 후 반민족행위특별조사위원회가 활동을 개시하면서 1949년 그도 청주에서 체포되었다가, 불기소로 풀려났다. 1950년대에 실종되어 이후 행적은 알 수 없다.
2002년 민족정기를 세우는 국회의원모임에서 발표한 친일파 708인 명단에 선정되었다. 이산연의 아버지인 이원우는 2008년 발표된 민족문제연구소의 친일인명사전 수록예정자 명단 경찰 분야에 포함되어 있다.

## 참고 자료
- 정운현 (2004년 3월 3일). “일본인 행세에 일본조상 모신 '얼빠진' 조선인 - [특별기획-미리보는 친일인명사전 4] 조선인 첫 '신직' 이산연”. 오마이뉴스. 2008년 4월 12일에 확인함. |제목=에 지움 문자가 있음(위치 1) (도움말)
- 반민족행위특별조사위원회, 〈이산연 심문조서〉 1~4회 (1949년 6월)